# Raidió Teilifís Éireann

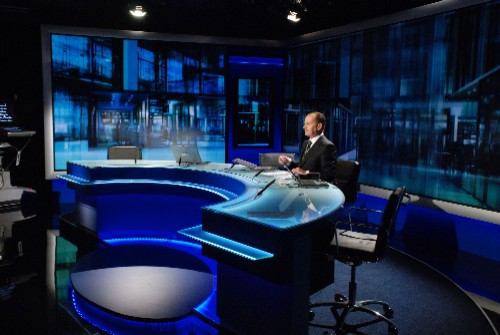
Les studios d'information de la télévision.

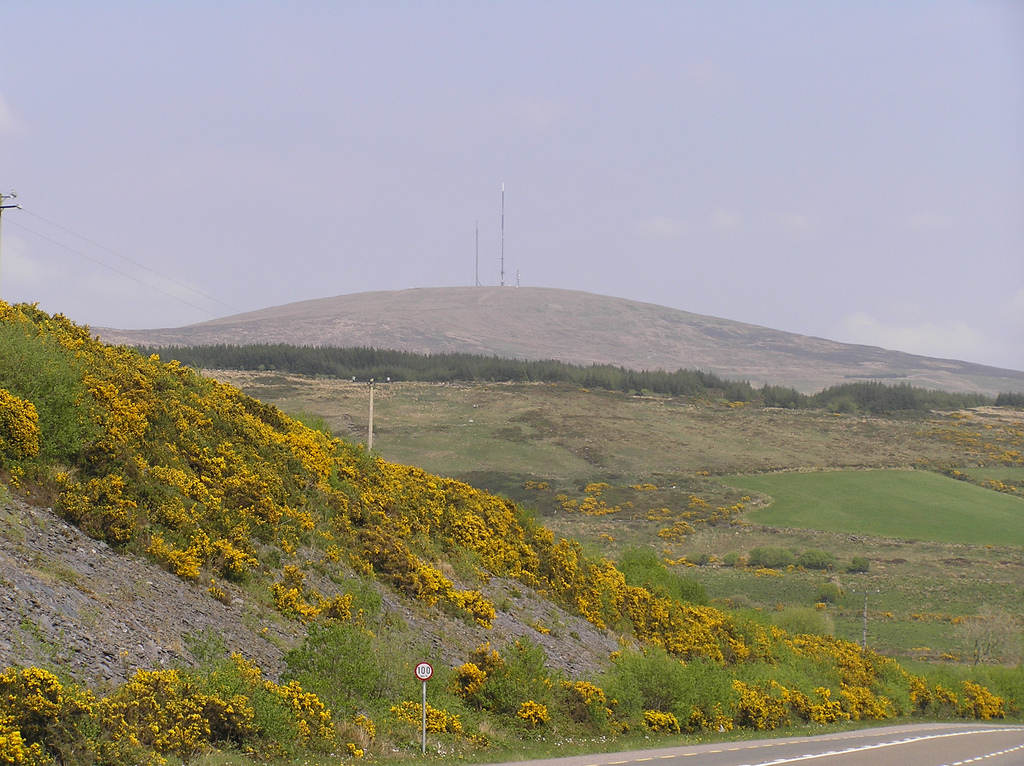
Un émetteur de RTÉ TV près de Cork.

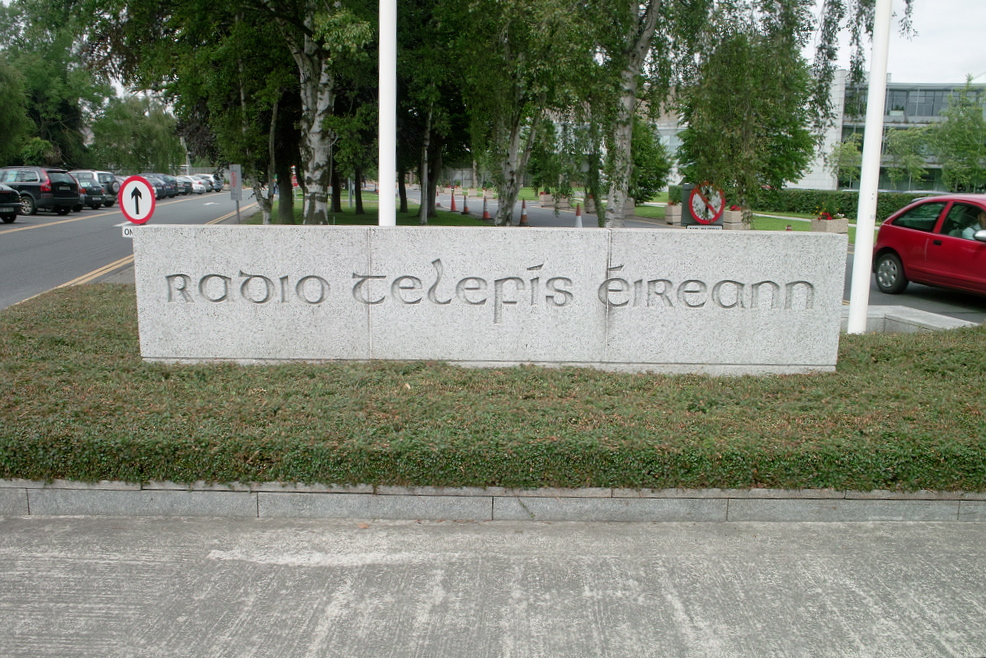
L'entrée du campus de la RTÉ dans le quartier de Donnybrook à Dublin.

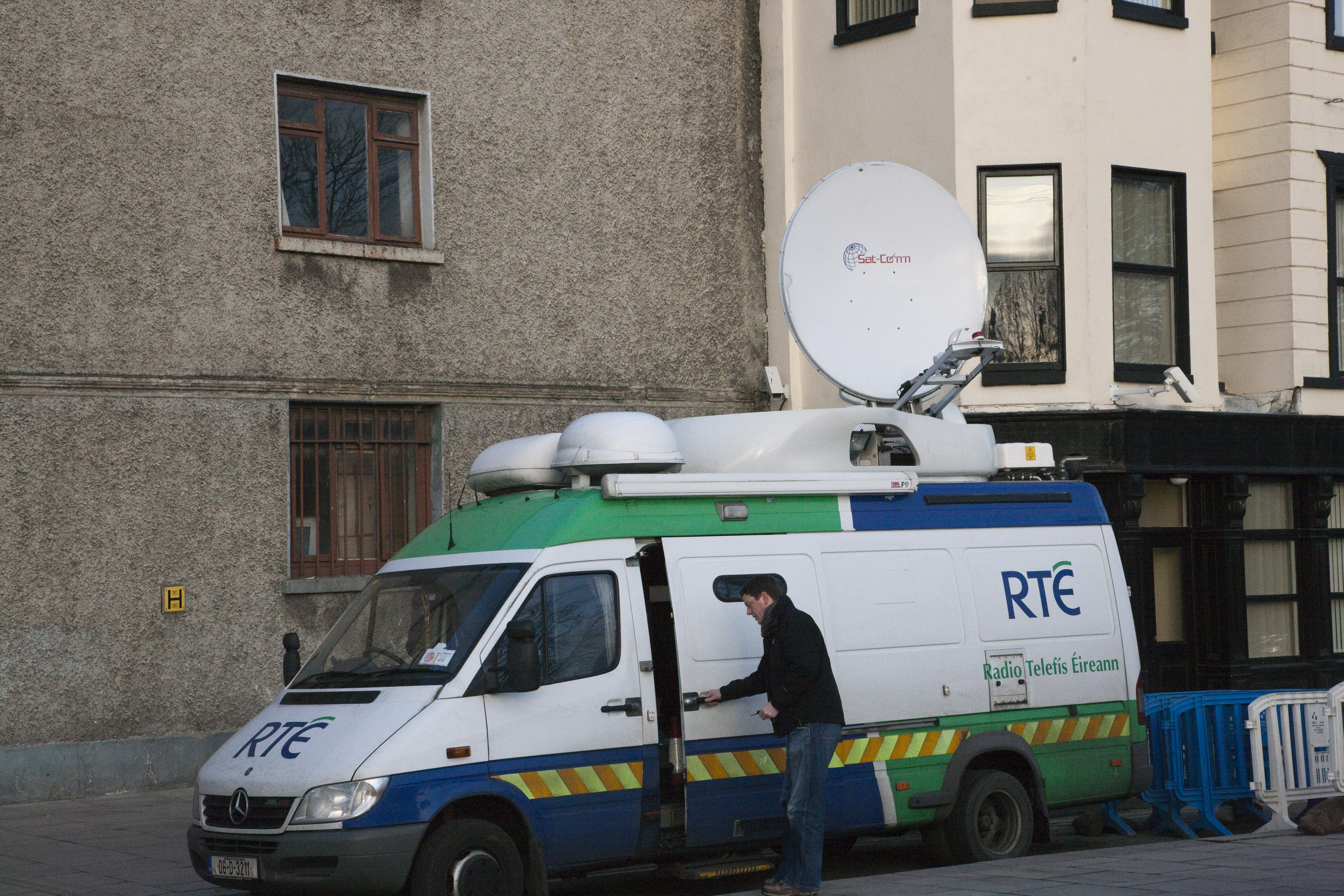
Une camionnette couvrant le feu ayant touché la brasserie Guiness.

Pour les articles homonymes, voir RTE.
Raidió Teilifís Éireann (RTÉ ; en français : « Radio-télévision d'Irlande ») est le service public de radiodiffusion et télévision en Irlande. Cette entreprise s'implique fortement dans la production et la diffusion d'œuvres audiovisuelles. Elle produit des programmes et les diffuse à la télévision, à la radio et sur Internet. Elle diffuse aussi diverses productions provenant d'autres chaines de télévision européennes, notamment en allemand, espagnol, français ou gallois, mais avec des sous-titres.

## Historique

### RTÉ Radio
Le service de radio a commencé en janvier 1926. La première émission radio de 2RN le 14 novembre 1925 a été précédée par une annonce de Seamus Clandillon (le directeur de 2RN) : Seo Raidió 2RN, de Baile Átha Cliath ag tástáil (Ici Radio 2RN de Dublin, pour faire un essai).
Les émissions régulières de 2RN débutèrent le 1er janvier 1926. Cependant, la plupart des Irlandais ne pouvaient pas les recevoir du fait de la faible puissance d'émission, d'un kilowatt. La radio 6CK basée à Cork en 1927 deviendra la plupart du temps un relais de 2RN, pour pallier ce manque de puissance.
Une station avec puissance élevée, initialement de 60 kilowatts, a été créée dans la ville d'Athlone en 1932, pour le congrès d'Eucharistic. 2RN, 6CK et la ville d'Athlone sont reconnus en tant que Radio Athlone, ou en gaélique Raidio Áth Luain, et les émissions étaient reçues à travers une grande partie du pays. Radio Athlone deviendra par la suite Radio Éireann en 1938.
Radio Éireann essaiera de satisfaire la diversité sur une unique radio, avec des heures de programmation très limitées. Cependant, ceci a eu comme conséquence une politique de programmation plutôt conservatrice. La radio sera régulièrement battue en audience en particulier sur la côte Est et le long de la frontière de l'Irlande du Nord par la BBC et par Radio Luxembourg. Ceci n'a pas vraiment changé jusqu'à ce que Radio Éireann soit exemptée de la commande de gouvernement directe dans les années 1960.
En 1946 est créé l'orchestre symphonique de la radio-télévision irlandaise.

### RTÉ Television
Les émissions régulières de télévision commençaient en décembre 1961. La télévision diffuse principalement en anglais, mais possède depuis ses débuts des émissions en irlandais, durant certaines plages horaires fixes en journée.
Depuis le 31 octobre 1996, RTÉ possède sa chaîne de télévision en irlandais, TG4. Anciennement appelée Teilifís na Gaeilge, ou télévision destinée aux téléspectateurs irlandophones, la chaîne est gérée séparément par une entreprise subsidiaire, RTÉ étant propriétaire à 100 % de l'entreprise Seirbhísi Teilifís na Gaeilge.
Depuis 2007[Quand ?], le gouvernement a séparé TG4 de RTÉ afin de créer deux services de diffusion publics différents. 
Dustin the Turkey est une marionnette qui joue le rôle de présentateur télévisuel depuis 1989 dans l'émission The Den.

## Liste des stations de radio et chaînes de télévision

### Radio
- - RTÉ Radio 1 (musique et informations générales) (anciennement appelée « Atlantic 252 ») en FM, OM et OL
  - RTÉ 2fm (ex-Radio 2, la station RTÉ dédiée au rock et à la musique pop)
  - RTÉ lyric fm (musique classique européenne, jazz, musique du monde)
  - RTÉ Raidió na Gaeltachta (en irlandais, destinée aux auditeurs irlandophones en Irlande et à travers le monde)
  - RTÉ 2XM (musique pour la jeunesse) en numérique uniquement
  - RTÉ Choice (humour, documentaires, variété internationale) en numérique uniquement
  - RTÉ Digital Radio News (information en continu) en numérique uniquement
  - RTÉ Digital Radio Sport (sport) en numérique uniquement
  - RTÉ Gold (grands airs de la musique classique) en numérique uniquement
  - RTÉ Junior (programmes pour enfants) en numérique uniquement
  - RTÉ Europe (chaîne européenne)
  - Grandes Ondes 252 kHz (1 190,4 m). Il s'agit d'une version légèrement modifiée de Radio 1 FM diffusée en basse fréquence, 252 kHz (1 190,4 m / basses fréquences 252). La différence est la diffusion de plusieurs programmes en irlandais sur cette fréquence.

### Télévision
- - RTÉ One (mise en service en 1961 sous le nom Telefís Éireann, puis RTÉ lorsqu’il n’existait qu’une chaîne de télévision)
  - RTÉ Two (portait le nom de Network 2 de 1988 à 2004)
  - TG4 (télévision destinée aux téléspectateurs irlandophones)

TV3 3e Be3
RTÉjr
TRTÉ
Oireachtas TV
RTÉ News Now
ERTÉ
Cúly4
Cúla4

## Organisation
RTÉ est gérée par le gouvernement. La gestion générale de l'organisation est assurée par le conseil exécutif dirigé par son directeur général. Le directeur général de TG4 dépend du directeur général de RTÉ.
RTÉ est membre de l'Union européenne de radio-télévision depuis 1950. Elle est actionnaire de la chaine d'information Euronews.